# Арао

Арао́ (яп. 荒尾市, あらおし, МФА: [aɾao ɕi̥]?) — місто в Японії, в префектурі Кумамото.     Отримало статус міста 1942 року. Площа становить 57,15 км². Станом на 1 серпня 2011 року населення складало 55 121  осіб, густота населення — 964 осіб/км².     

## Історія
Арао отримало статус міста 1 квітня 1942 року.